# Мала Бузова
Мала́ Бу́зова — село в Україні, у Шишацькій селищній громаді Миргородського району Полтавської області. Населення становить 127 осіб. Орган місцевого самоврядування — Великобузівська сільська рада.

## Географія
Село Мала Бузова примикає до села Велика Бузова, на відстані 0,5 км від села Зелене. У селі бере початок річка Бузовий. Поруч проходить автомобільна дорога Т 1720.

## Історія
12 червня 2020 року, відповідно до розпорядження Кабінету Міністрів України № 721-р «Про визначення адміністративних центрів та затвердження територій територіальних громад Полтавської області», село увійшло до складу Шишацької селищної громади.
19 липня 2020 року, в результаті адміністративно - територіальної реформи та ліквідації Шишацького району, село увійшло до складу новоутвореного Миргородського району Полтавської області.